# Суленцин-Кольонія
Суленцин-Кольонія (пол. Sulęcin-Kolonia) — село в Польщі, у гміні Острув-Мазовецька Островського повіту Мазовецького воєводства.
Населення — 85 осіб (2011).
У 1975-1998 роках село належало до Остроленцького воєводства.

## Демографія
Демографічна структура станом на 31 березня 2011 року:
|          | Загалом | Допрацездатний вік | Працездатний вік | Постпрацездатний вік |
| -------- | ------- | ------------------ | ---------------- | -------------------- |
| Чоловіки | 42      | 9                  | 32               | 1                    |
| Жінки    | 43      | 8                  | 27               | 8                    |
| Разом    | 85      | 17                 | 59               | 9                    |